# Glenn Jordan
Glenn Jordan (San Antonio, 5 aprile 1936) è un regista televisivo e produttore statunitense.

## Biografia
Nato a San Antonio, in Texas, Jordan ha diretto vari episodi della serie televisiva In casa Lawrence e numerosi film per la televisione, di cui molti basati su persone reali come Benjamin Franklin, George Armstrong Custer, Lucille Ball, Christa McAuliffe e Karen Ann Quinlan. I suoi crediti di regia includono adattamenti per il piccolo schermo de Il ritratto di Dorian Gray, I miserabili, Estate e fumo, Un tram chiamato desiderio. Altri crediti di regia televisiva includono Heartsounds, Botticelli, Sarah, Plain and Tall, To Dance with the White Dog, Barbarians at the Gate, The Long Way Home, Sarah, Plain and Tall: Winter's End, The Boys e Jane's House.
Jordan ha diretto tre lungometraggi: Solo quando rido, La forza dell'amore e Mass Appeal.
Jordan è stato candidato per tredici Emmy Awards e ne ha vinti quattro, per la produzione della miniserie Benjamin Franklin, per la produzione e la direzione della produzione di Hallmark Hall of Fame La promessa e per la produzione esecutiva della produzione della HBO Barbarians at the Gate. Ha vinto due New York area Emmy per le serie della PBS Actor's Choice e New York Television Theatre. Ha vinto il Directors Guild of America Award nella categoria Outstanding Directorial Achievement in a Dramatic Series per In casa Lawrence ed è stato candidato nella categoria Outstanding Directorial Achievement in Specials or Movies for Television per Les Misérables. Tre delle sue produzioni (Benjamin Franklin, Heartsounds e La promessa) hanno vinto i Peabody Award.

## Filmografia parziale
Regia
- I miserabili (Les Misérables) (1978)
- Solo quando rido (Only When I Laugh) (1981)
- Barbarians at the Gate (1983)
- La forza dell'amore (The Buddy System) (1984)
- Mass Appeal (1984)
- Amici per sempre (The Boys) (1991)